# Antifascistisk Aktion
Antifascistisk Aktion (AFA) er en antifascistisk og venstreekstrem gruppe med udspring i det venstreradikale miljø i København og består således primært af socialister og anarkister.
Antifascistisk Aktion er del af et internationalt netværk af antifascistiske grupper og har siden starten i 1992 organiseret modstandsaktioner[kilde mangler] mod bl.a. racisme, sexisme, homofobi samt nazisme og andre former for ekstremisme i Danmark.
Gruppen dannedes i 1992 i det tidligere Ungdomshus på Nørrebro. Det skete som reaktion på Søllerødgadebomben, hvor socialisten Henrik Christensen blev dræbt af en bombe i Internationale Socialisters lokaler i Søllerødgade på Nørrebro, hvilket blev opfattet af AFA som et højreradikalt politisk motiveret attentat. I 2002 blev dokumentarfilmen Dem der ikke hopper, udgivet i anledning af AFA's 10-års fødselsdag. Filmen beskriver bl.a. bevæggrundene for gruppens opståen og virke.
Siden midten af 90'erne har gruppen stået bag initiativer rettet imod racisme og højreekstremisme i Danmark og internationalt[kilde mangler], som ofte indebar fysiske konfrontationer og gadekampe både mod højreekstremister og til tider ordensmagt. Samtidig har gruppen ført fredelige, alment antiracistiske kampagner, som bl.a. har agiteret imod vold mod etniske minoriteter, samt den udlændinge- og asylpolitik, som har været ført af skiftende danske regeringer og EU. Man har, udover disse mere organiserede tiltag, været kendt[kilde mangler] for at konfrontere selverklærede militante højreekstremister i hverdagen. Sådanne konfrontationer har ført til voldelige sammenstød mellem AFA-aktivister og højreekstremister[kilde mangler].
Antifascistisk Aktion aktion er intet eksklusivt dansk fænomen. Navnet er hentet fra antifascistiske grupper i Tyskland, der i 30'erne gik under navnet Antifaschistische Aktion og udsprang af det tyske kommunistparti. Disse grupper organiserede modstand mod Adolf Hitlers nazisme. Nazisterne vandt magten i Tyskland, og AFA blev ligesom alle andre oppositionsgrupper illegaliseret, og genopstod først efter Nazitysklands fald i 1945[kilde mangler]. I 80'erne begyndte en ny bølge af AFA-grupper at opstå, med rødder i den internationale BZ-bevægelse, hvor tidligere grupper havde udspring i formelle politiske partier og organisationer. I dag eksisterer der AFA-grupper i de fleste europæiske lande[kilde mangler], og de samarbejder ikke bare indbyrdes, men også med andre antiracistiske initiativer.

## Udgivelser
- 1997: Vi tilstår: Anti-Fascistisk Aktion 5 år (ISBN 87-986431-1-8)
- 2012: At knuse fascismen (ISBN 978-87-995569-0-8)